# Buckland Monachorum
Buckland Monachorum är en by och en civil parish i West Devon i Devon i England. Orten har 3 763 invånare (2011). Byn nämndes i Domedagsboken (Domesday Book) år 1086, och kallades då Bocheland(a). Det inkluderar (parish council) Clearbrook, Crapstone, Milton Combe och Yelverton.